# スクープハンター多聞
『スクープハンター多聞』（スクープハンターたもん）は、石垣ゆうきの漫画作品。『マガジンSPECIAL』で1996年より1997年号まで4回にわたって不定期連載された。「スクープハンター」とタイトルにあるように、スクープを追い求めるカメラマンが主人公の物語。全4話。コミックス全1巻。

## あらすじ
フリーカメラマン・多聞京介は、真実を追い求める「スクープハンター」。彼は事件や事故の裏に潜む「真実の一瞬」を撮るために、様々な事件や陰謀に巻き込まれながらも、持ち前の度胸と腕っ節でスクープをものにしてゆく。

## 登場人物
多聞 京介（たもん きょうすけ）
主人公。左頬に大きな傷がある。真実の一瞬を追い求める「スクープハンター」。「スクープハンター」とは、事件・事故の現場にいち早く駆けつけ、そこで得た独自のスクープ写真をマスコミに売りつけることで多額の報酬を得る事を生業とするフリーのカメラマンのことである。スクープを得ることは、当然リスクも伴うが、彼は真実を求めることを何よりの誇りとし、特に社会に潜む悪に対しては断固として戦う気概を持つ。そのために負ったと思われる無数の傷が肉体に刻まれている。数々の危険を潜り抜けてきたためか鍛えられており腕っ節が強く、刃物を持った通り魔を一撃で倒すほどの腕前を持つ。以前は戦場カメラマンであった。裏の世界にも通じており、情報屋などとも親交がある。リスクの高い商売柄ゆえか一匹狼的な雰囲気を持つが、同じカメラマン仲間の雨宮浩平とは親しくしている。
雨宮 浩平（あまみや こうへい）
ごく普通の青年。雑誌社「講英社」の新米カメラマン。多聞とは通り魔のスクープがきっかけで知り合うことになる。多聞の弟分のような存在でありよき相棒。多聞のようなスクープカメラマンになるのが夢である。
デスク
本名不明。講英社の雨宮浩平の上司。ややお調子者。多聞に多額の報酬を払うのを渋っているが、部数を伸ばしてくれるスクープを持ってきてくれる多聞には頭が上がらず、なんのかんのといって結局支払っている。多聞にスクープの依頼をすることも。

## 掲載号
- 第1話：マガジンSPECIAL 1996年No.3
- 第2話：マガジンSPECIAL 1996年No.8
- 第3話：マガジンSPECIAL 1997年No.1
- 第4話：マガジンSPECIAL 1997年No.5